# FederlegnoArredo
FederlegnoArredo è la Federazione italiana delle industrie del legno, del sughero, del mobile e dell’arredamento. 
Rappresenta il settore legno-arredamento italiano in tutte le componenti della sua filiera, dalla materia prima al prodotto finito, in Italia e all’estero. Dal 1945 difende il saper fare italiano, sostiene lo sviluppo delle imprese, ed è ambasciatrice del gusto dell’abitare made in Italy in tutto il mondo.

## Caratteristiche
La filiera del Legno-Arredo in Italia occupa 300mila addetti e comprende 71.534 imprese, con valori di produzione di 39 miliardi di euro, di cui oltre 15 miliardi di euro destinati all’export.  Un settore produttivo che costituisce un pilastro del Made in Italy e un segmento trainante per le esportazioni, e uno dei settori manifatturieri italiani più importanti per saldo commerciale attivo. 
Le imprese associate, organizzate in 11 Associazioni Statutarie e 6 Associazioni non statutarie e di Professionisti, sono diffuse capillarmente su tutto il territorio nazionale.
FederlegnoArredo promuove la politica industriale per il settore legno-arredo italiano, collaborando regolarmente con le istituzioni a livello internazionale, nazionale e regionale. Opera principalmente nella sede di Milano e attraverso gli uffici di Roma e Bruxelles. 
FederlegnoArredo è parte del sistema Confindustria, ha funzione di rappresentanza sociale della categoria e come tale sottoscrive il contratto nazionale collettivo di lavoro dei dipendenti delle imprese del settore legno con la controparte sindacale, costituita da CGIL, CISL e UIL.

## Le Associazioni della Federazione
La Federazione è costituita da 11 associazioni che a loro volta riuniscono imprese appartenenti allo stesso business:
1. ASSOBAGNO
2. ASSARREDO
3. ASSOLUCE
4. ASSUFFICIO
5. ASAL ASSOALLESTIMENTI
6. ASSOLEGNO
7. ASSOIMBALLAGGI
8. EDILEGNOARREDO
9. ASSOPANNELLI
10. FEDECOMLEGNO
11. ASSOTENDE

## Presidenti
- 1945–1950 Pietro Calvi
- 1950–1955 Filippo Caminiti
- 1956          Pasquale Di Stefano
- 1956–1958 Silvio Cavatorta
- 1958–1972 Alessandro Colli
- 1972–1976 Paolo Moruzzi
- 1976–1978 Renzo Salvarani
- 1978–1979 Luigi Santovetti
- 1979–1984 Paolo Moruzzi
- 1984–1990 Leonida Castelli
- 1990–1998 Franco Arquati
- 1998–2002 Rodrigo Rodriguez
- 2002–2008 Roberto Snaidero
- 2008–2011 Rosario Messina
- mar–giu 2011 Paolo Plotini
- 2011–2017 Roberto Snaidero
- 2017–2019: Emanuele Orsini
- 2020            Stefano Bordone
- 2020–oggi: Claudio Feltrin

## Direttori
- 1970 - 1979 Mario Giovene
- 1979 - 1994 Piergiacomo Ferrari
- 1994 - 1996 Maurizio Magni
- 1997 - 2006 Paolo Lombardi
- 2006 - 2009 Roberto De Martin
- 2009 - 2011 Roberto De Martin Giovanni De Ponti (Condirezione)
- 2011 - 2017 Giovanni De Ponti
- 2017 - 2022 Sebastiano Cerullo
- 2022 - attuale Gabriele Meroni[1]